# Nuda
Classe
Nuda est une classe d'animaux aquatiques de l'embranchement des cténophores.

## Liste des ordres
Selon ITIS :
- ordre Beroida
  - famille Beroidae Eschscholtz, 1825
    - genre Beroe Gronov, 1760

Selon ADW :
- ordre Beroida
  - famille Beroidae Eschscholtz, 1825
    - genre Beroe Gronov, 1760
- ordre Thalassocalycida (Placé par ITIS sous la classe Tentaculata) 
  - famille Thalassocalycidae Madin et Harbison, 1978
    - genre Thalassocalyce Madin et Harbison, 1978
      - espèce Thalassocalyce inconstans Madin et Harbison, 1978